# El Retiro (Antioquia)

Localização de El Retiro, no departamento de Antioquia.

El Retiro é uma cidade e município da Colômbia, no departamento de Antioquia.